# Karacalar, Çanakkale
Karacalar là một xã thuộc thành phố Çanakkale, tỉnh Çanakkale, Thổ Nhĩ Kỳ. Dân số thời điểm năm 2011 là 48 người.